# George V. Allen

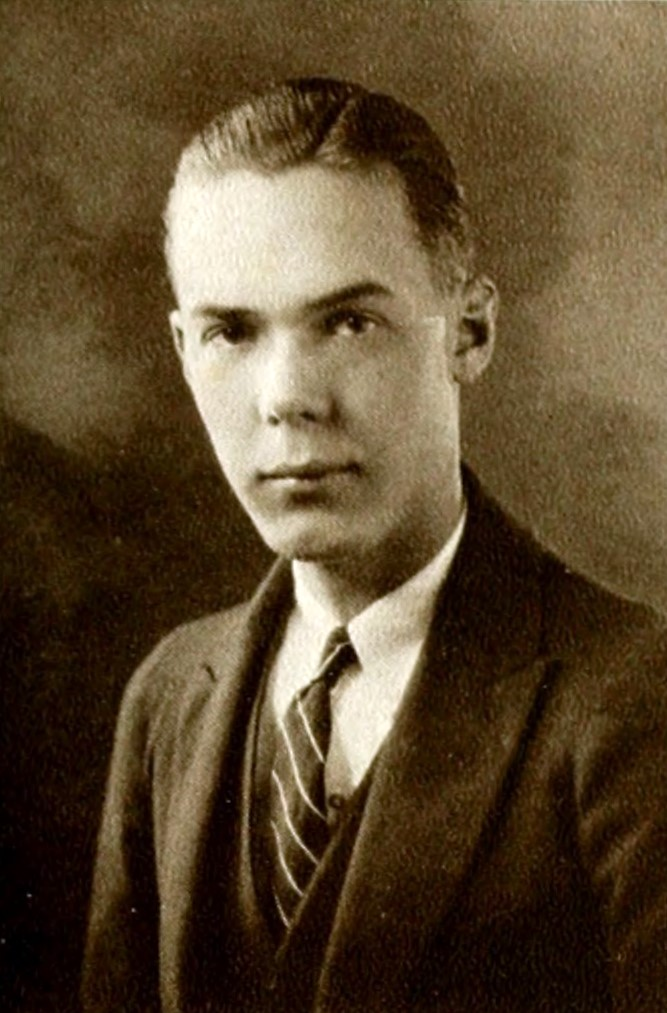
George V. Allen (1924)

George Venable Allen (* 3. November 1903 in Durham, North Carolina; † 11. Juli 1970 in Bahama, North Carolina) war ein US-amerikanischer Diplomat, der unter anderem zwischen 1946 und 1948 Botschafter der Vereinigten Staaten im Iran, von 1948 bis 1949 als Assistant Secretary of State for Public Affairs Leiter der Unterabteilung Öffentlichkeitsarbeit im US-Außenministerium sowie zwischen 1953 und 1954 Botschafter in Indien war. Er war ferner von 1955 bis 1956 als Assistant Secretary of State for Near Eastern, South Asian, and African Affairs Leiter der Unterabteilung Naher Osten, Südasien und Afrika sowie zwischen 1957 und 1960 Direktor der US Information Agency. 1960 wurde ihm der Titel Career Ambassador verliehen.

## Leben

### Studium, Lehrer und Beginn der diplomatischen Laufbahn
George Venable Allen, eines von sechs Kindern des Kaufmanns Thomas Ellis Allen und dessen Ehefrau Hallie Moore Allen, begann nach dem Schulbesuch ein grundständiges Studium an der Duke University, das er 1924 mit einem Bachelor of Arts (B.A.) beendete. Danach war er von 1924 bis 1928 als Lehrer an einer High School tätig und absolvierte zudem ein postgraduales Studium an der Harvard University, welches er 1929 mit einem Master of Arts (M.A.) abschloss. Während des Studiums wurde er Mitglied der akademischen Ehrengesellschaft Phi Beta Kappa sowie der Studentenverbindung Delta Sigma Phi.
Nach seinem Ausscheiden aus dem Schuldienst trat er 1930 als Foreign Service Officer in den Dienst des US-Außenministeriums und war 1930 zunächst kurze Zeit Vizekonsul in Kingston sowie im Anschluss zwischen 1930 und 1936 Vizekonsul in Shanghai. Danach fand er von 1936 bis 1938 Verwendung als Vizekonsul und Dritter Sekretär an der Gesandtschaft in Ägypten. Er war nach anderen Tätigkeiten im Außenministerium zwischen 1943 und 1944 erst stellvertretender Leiter des Referats Naher Osten (Assistant Chief, Division of Near East Affairs) sowie danach von 1944 bis 1945 Leiter des Referats Mittlerer Osten (Chief, Division of Middle East Affairs). Zugleich fungierte er zwischen 1944 und 1945 als kommissarischer stellvertretender Leiter und dann von 1945 bis 1946 als stellvertretender Leiter der Unterabteilung Naher Osten, Südasien und Afrika (Deputy Director, Office of Near East and African Affairs) im Außenministerium.

### Botschafter undAssistant Secretary of State
Am 23. April 1946 wurde George V. Allen erstmals zum Botschafter ernannt und übergab am 11. Mai 1946 als Nachfolger von Wallace S. Murray seine Akkreditierung als Botschafter der Vereinigten Staaten im Iran. Auf diesem Posten verblieb er bis zum 17. Februar 1948 und wurde daraufhin von John C. Wiley abgelöst. Nach seiner Rückkehr übernahm er am 31. März 1948 als Nachfolger von William Burnett Benton als Assistant Secretary of State for Public Affairs und damit als Leiter der Unterabteilung Öffentlichkeitsarbeit im US-Außenministerium. Er hatte diese Funktion bis zum 28. November 1949 inne, woraufhin Edward W. Barrett seine Nachfolge antrat. Er selbst wiederum wurde am 27. Oktober 1949 zum Botschafter in Jugoslawien berufen und überreichte sein dortiges Beglaubigungsschreiben als Nachfolger von Cavendish W. Cannon. Er verblieb auf diesem Amt bis zum 11. März 1953 und wurde danach von James W. Riddleberger abgelöst.
Im Anschluss wurde Allen am 11. März 1953 zum Botschafter in Indien ernannt und übergab seine Akkreditierung als Nachfolger von Chester Bowles am 4. Mai 1954. Er bekleidete diese Funktion bis zum 30. November 1954, woraufhin John Sherman Cooper seine dortige Nachfolge antrat. Als Botschafter in Indien war er zugleich zwischen dem 5. Juli 1953 und dem 30. November 1954 auch als Botschafter in Nepal akkreditiert. Nach seiner Rückkehr in die USA wurde er am 26. Januar 1955 Nachfolger von Henry A. Byroade als Assistant Secretary of State for Near Eastern, South Asian, and African Affairs und damit Leiter der Unterabteilung Naher Osten, Südasien und Afrika des Außenministeriums. Er hatte diesen Posten bis zum 27. August 1956 inne und wurde danach von William M. Rountree abgelöst.
Daraufhin wurde George Venable Allen am 26. Juli 1956 zum Botschafter der Vereinigten Staaten in Griechenland ernannt, woraufhin er am 12. Oktober 1956 erneut als Nachfolger von Cavendish W. Cannon sein Beglaubigungsschreiben übergab. Er verblieb auf diesem Botschafterposten bis zum 13. November 1957 und wurde dann abermals von James W. Riddleberger abgelöst.

### Direktor derUS Information Agency,Career Ambassadorund Direktor desForeign Service Institute
Nach seiner Rückkehr wurde Allen am 15. November 1957 Direktor der US Information Agency, die für die Presse- und Öffentlichkeitsarbeit des Außenministeriums und der US-Regierung zuständig war, und damit Nachfolger von Arthur Larson. Er übte diese Funktion mehr als drei Jahre bis zum 1. Dezember 1960 aus und wurde daraufhin von dem bekannten Journalisten Edward R. Murrow abgelöst. Am 24. Juni 1960 wurde ihm der am 5. August 1955 durch ein Zusatzgesetz des US-Kongresses zum Gesetz für Auswärtige Angelegenheiten (Foreign Service act of 1946) geschaffene Titel eines Career Ambassador verliehen, der höchste Dienstgrad für Foreign Service Officer.
Daraufhin übernahm George V. Allen zwischen 1961 und 1966 den Posten als Präsident und Exekutivdirektor des Tobacco Institute, eine 1958 von der US-amerikanischen Tabakindustrie gegründete Handelsgruppe. Danach wurde er am 1. März 1966 als Nachfolger von George A. Morgan Direktor des Foreign Service Institute, eine Ausbildungseinrichtung, die US-amerikanische Diplomaten sowie andere Fachkräfte darauf vorbereitet, die Interessen der US-Außenpolitik im In- und Ausland zu vertreten. Er hatte dieses Amt bis zum 30. November 1968 inne, woraufhin ihn Parker T. Hart ablöste.
George Venable Allen war bis zu seinem Tode mit Katharine Martin Allen verheiratet. Er starb an den Folgen eines Herzversagens und wurde nach seinem Tod auf dem Rock Creek Cemetery in Washington, D.C. beigesetzt.